# Supereroi (Giorgio Vanni)
Supereroi è il nono singolo di Giorgio Vanni, pubblicato il 28 marzo 2018.

## La canzone
Scritto da Giorgio Vanni, Giacomo Mazzoni, Matteo Schiavo (in arte Dj Matrix) è interpretato dallo stesso Giorgio Vanni.
Supereroi è un pezzo dance dedicato ai ragazzi nati negli anni '90, inizio anni 2000 e cresciuti durante questi ultimi che, citando il testo, credono ancora nei supereroi. La canzone fa riferimento a molti personaggi dei fumetti americani e giapponesi e anche dei videogiochi. Lo stesso Giorgio Vanni è un simbolo importante degli anni '90 e 2000, molti riferimenti nella canzone sono, infatti, ai Pokémon e a Dragon Ball; di quest'ultimo vengono anche riutilizzati/riproposti i cori della sigla originale.
La canzone è il primo singolo estratto dall'album Musica da giostra - Volume 5, uscito invece il 23 febbraio 2018. Il singolo è stato pubblicato insieme a un video ufficiale.

## Tracce
Download digitale
Testi e musiche di Giorgio Vanni, Giacomo Mazzoni, Matteo Schiavo.
1. Giorgio Vanni – Supereroi – 3:30

## Video musicale
Al video hanno partecipato diversi Youtuber quali iPantellas e i theShow. I primi interpretano due ragazzi che leggono un fumetto che racconta una storia di una ragazza che viene inseguita da due malviventi e salvati dal supereroe di turno, (interpretato da Giorgio Vanni). Le scene del video alternano la storia narrata, a riprese dei due ragazzi e scene in discoteca. Nel finale i due vengono risucchiati all'interno del fumetto stesso.

### Produzione
- Diego C. Tartaglia – Direttore di produzione e art director
- Alessandro Valbonesi – Regia
- Matteo Parozzi – Video Backstage
- Antonio Laino – Giorgio Vanni's Management
- Elena Ballarini – Makeup
- Riccardo Dellavedova – Fotografia
- Leonardo Brentani – Accessori Giorgio Vanni
- Bianca Ramponi – Location e protagonista femminile

## Formazione
- Giorgio Vanni – Voce
- Dj Matrix – Programmazione
- Jack Mazzoni – Programmazione
- Daniel Tek Cuccione – Mix